# Vranovská alej
Vranovská alej (původně jubilejní alej císaře Františka Josefa I.) je lipová alej spojující město Mimoň s osadou Vranov. Alej byla vysázena v roce 1898 místním okrašlovacím spolkem, když císař slavil 50 let svého panování. Alej je 1,5 km dlouhá, osázená asi 280 lipami a na jejím konci se po levé straně nachází vranovská kaplička.
V roce 2010 byla provedena obnova aleje spojená s pokácením rizikových stromů a výsadbou nových 89 lip.

## Galerie

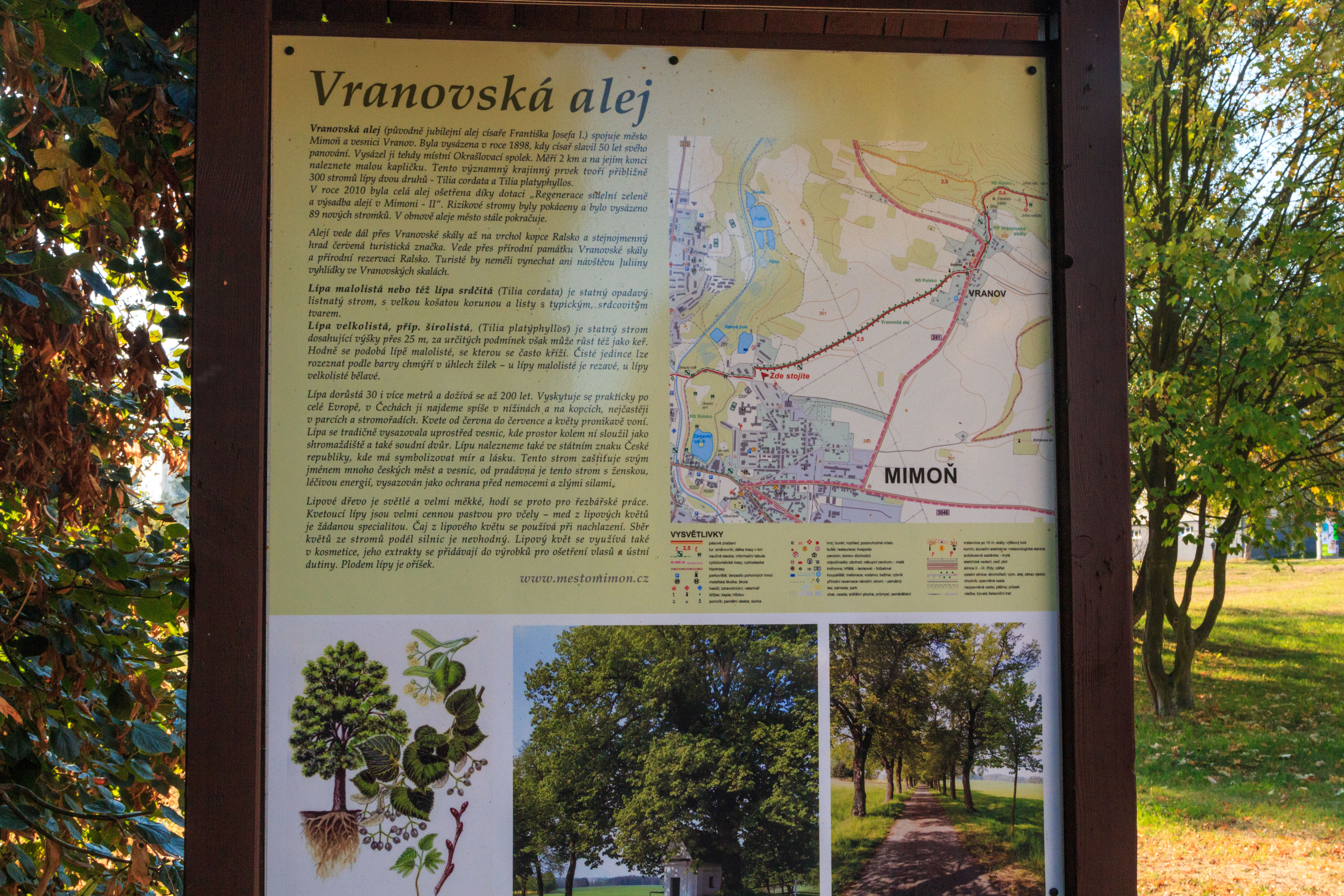
Vranovská alej v Mimoni
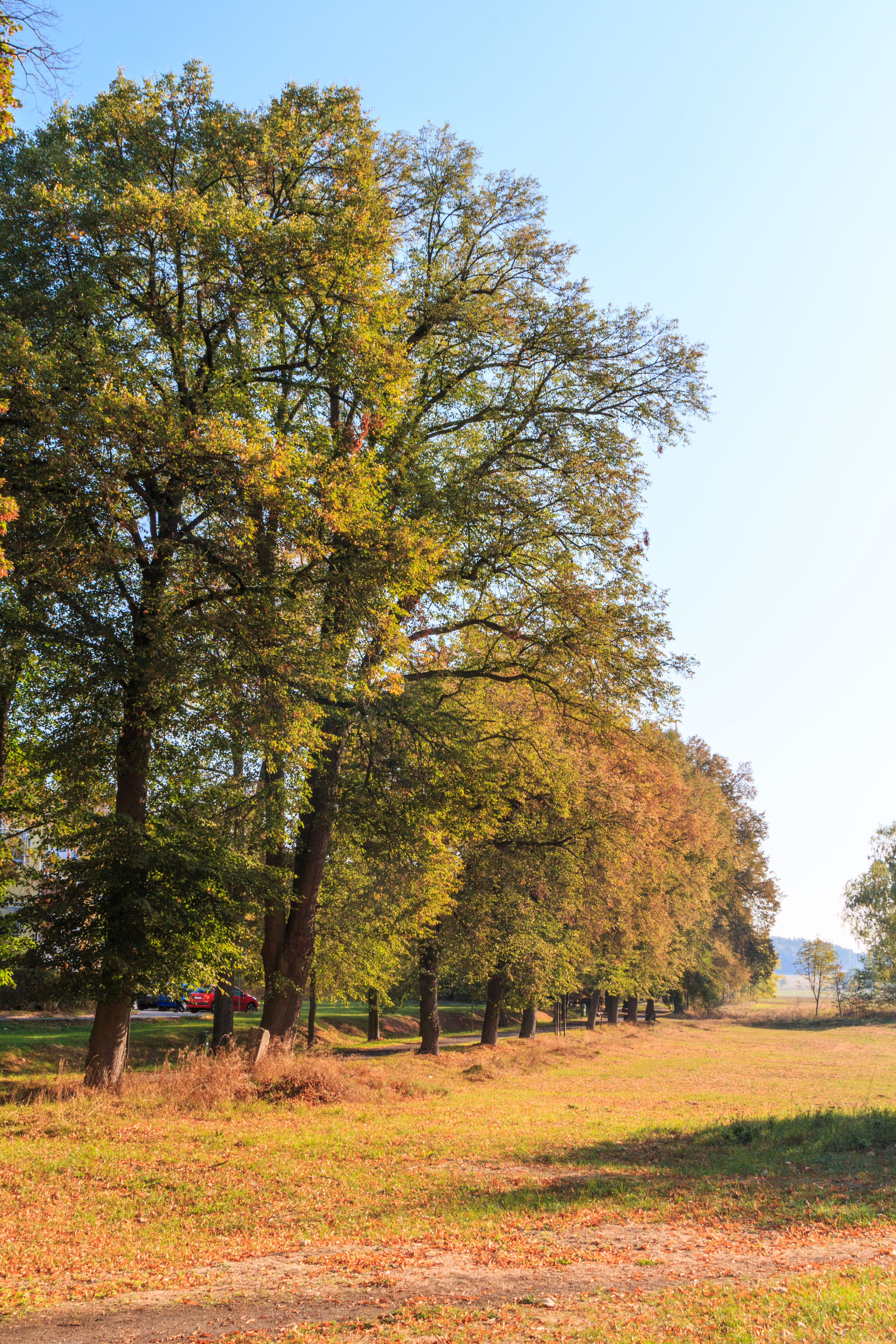
Vranovská alej v Mimoni
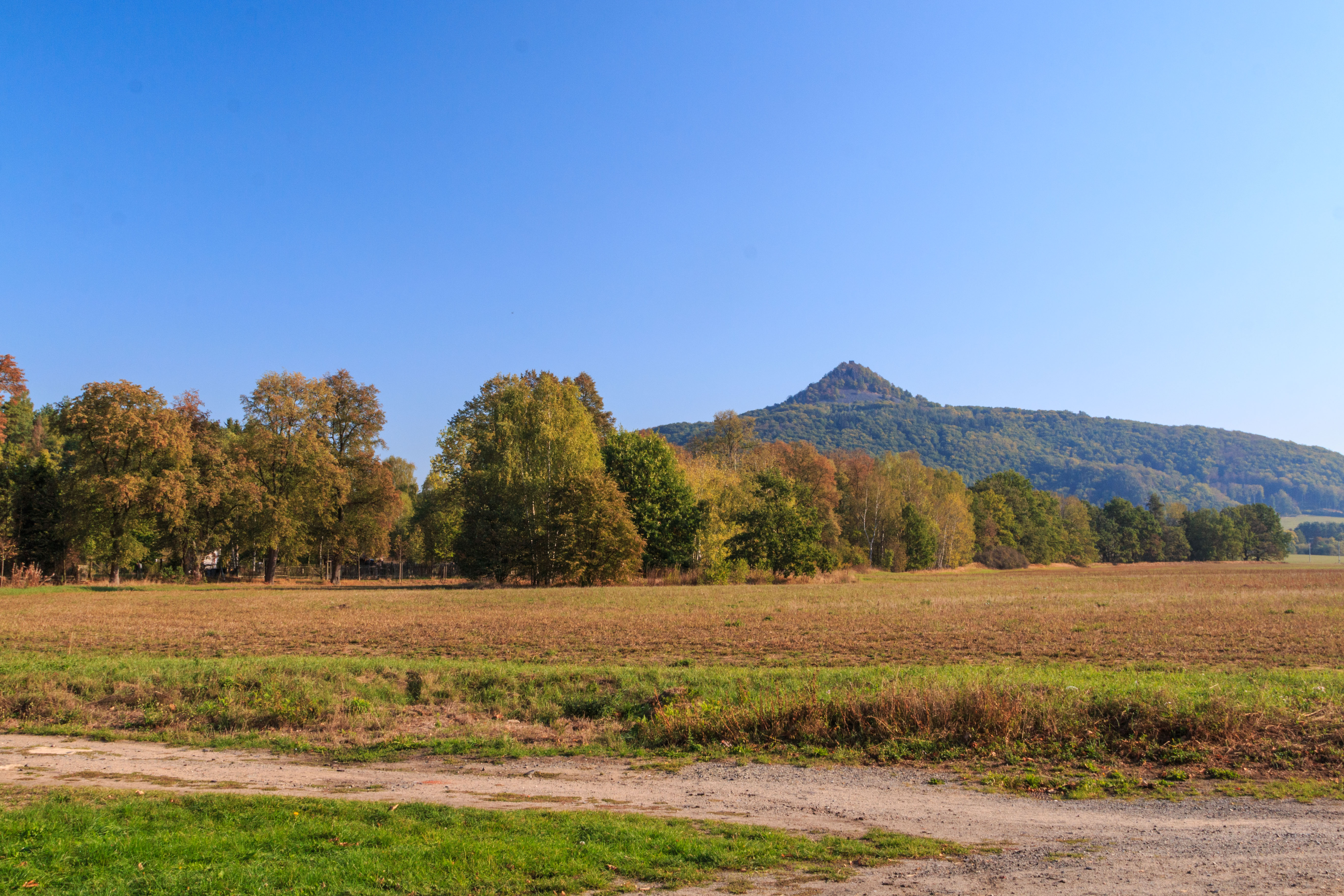
Vranovská alej v Mimoni
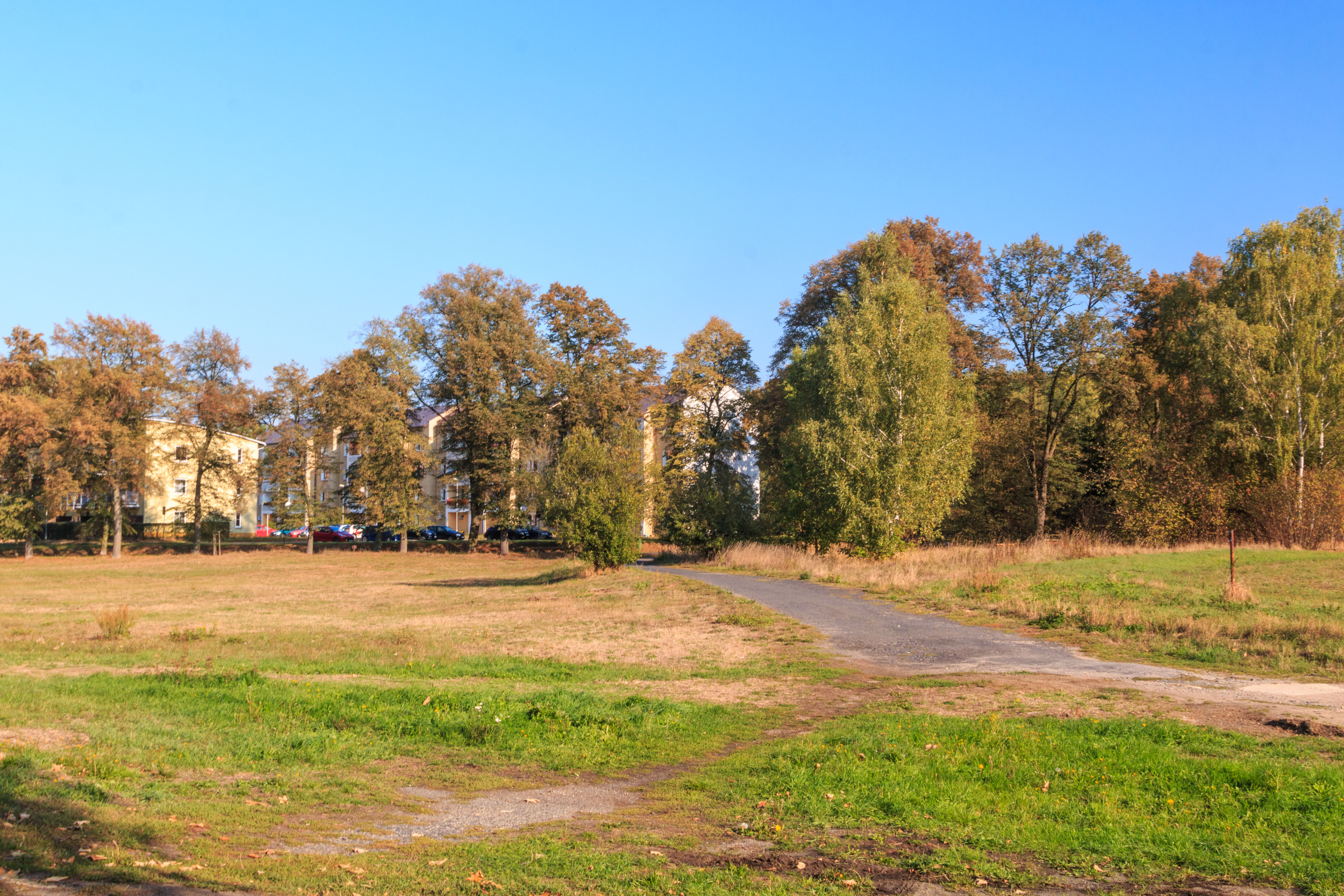
Vranovská alej v Mimoni